# Mitrofan Ivanovich Nedelin
Mitrofan Ivanovich Nedelin (tiếng Nga: Митрофа́н Ива́нович Неде́лин; 9 tháng 11 năm 1902 - 24 tháng 10 năm 1960) là một chỉ huy quân sự Liên Xô, hàm Chánh nguyên soái Pháo binh. Là một thành viên lâu năm của Hồng quân, Nedelin là một cựu chiến binh của nhiều cuộc chiến tranh và được vinh danh là Anh hùng Liên Xô vì đã phục vụ trong Thế chiến thứ hai. Ngày 8 tháng 5 năm 1959, Nedelin được thăng chức Chánh nguyên soái Pháo binh, và trở thành một nhân vật quan trọng trong việc phát triển ICBM và Chạy đua vào không gian. Ngày 24 tháng 10 năm 1960, ông đã thiệt mạng trong một vụ nổ tại Sân bay vũ trụ Baykonur, vốn được mệnh danh là thảm họa Nedelin theo tên ông.

## Thiếu thời
Mitrofan Ivanovich Nedelin sinh ngày 9 tháng 11 năm 1902, tại Borisoglebsk, Quận Voronezh, Đế quốc Nga.

## Sự nghiệp quân sự
Nedelin gia nhập Hồng quân năm 1920, ở tuổi 18, và chiến đấu như một tình nguyện viên trong Nội chiến Nga cho đến khi kết thúc vào năm 1923. Năm sau, ông gia nhập Đảng Cộng sản Liên Xô, và được nhập ngũ trở lại Hồng quân, trở thành chỉ huy pháo binh. Từ năm 1937 đến năm 1939, Nedelin chiến đấu trong Nội chiến Tây Ban Nha với tư cách là tình nguyện viên nước ngoài cho Chính phủ Cộng hòa, và cùng năm đó được bổ nhiệm làm chỉ huy Trung đoàn Pháo binh số 13 trong Hồng quân Liên Xô. Năm 1940, ông được bổ nhiệm chỉ huy pháo binh của Sư đoàn súng trường 160 sau khi trở về từ Tây Ban Nha, và tham gia Chiến tranh Mùa đông cho đến năm 1940.
Năm 1941, khi Chiến tranh Vệ quốc Vĩ đại nổ ra, Nedelin được bổ nhiệm làm chỉ huy đầu tiên của Lữ đoàn chống tăng 4, sau đó là chỉ huy pháo binh của Tập đoàn quân 18, và sau đó là pháo binh của Tập đoàn quân 37, nơi ông ở lại cho đến năm 1943, trước khi được chuyển sang chỉ huy pháo binh của Tập đoàn quân 56. Năm 1943, ông được bổ nhiệm làm Phó tư lệnh pháo binh Phương diện quân Bắc Kavkaz. Từ đây Nedelin chuyển sang chỉ huy Quân đoàn pháo binh V, rồi pháo binh của mặt trận tây nam, rồi pháo binh của Phương diện quân Ukraina 3, nơi ông ở lại từ năm 1943 đến năm 1945, đóng một vai trò đặc biệt quan trọng trong việc đánh chiếm Hungary. Năm 1945, Nedelin trở thành trợ lý chỉ huy và sau đó là sĩ quan chỉ huy pháo binh của Cụm binh đoàn Phương Nam Liên Xô.
Năm 1946, sau khi Thế chiến thứ hai kết thúc, Nedelin trở thành tham mưu trưởng Tổng cục pháo binh Quân đội Liên Xô, rồi tham mưu trưởng pháo binh, rồi Phó tổng tư lệnh pháo binh. Năm 1948, ông trở thành Cục trưởng Cục pháo binh Quân đội Liên Xô trước khi trở thành Tổng tư lệnh pháo binh từ năm 1950 đến năm 1952, và sau một thời gian ngắn giữ chức Thứ trưởng Bộ Quân sự, ông trở lại làm Tổng tư lệnh pháo binh từ năm 1953 đến năm 1955. Từ năm 1955, ông là Thứ trưởng Bộ Quốc phòng, từ 1959 kiêm nhiệm Tổng tư lệnh Lực lượng Tên lửa Chiến lược.

## Chương trình Không gian
Trong Chiến tranh Lạnh, Nedelin đã vô tình đóng một vai trò quan trọng trong việc mở ra Kỷ nguyên Không gian khi kết luận rằng tên lửa là phương tiện lý tưởng để đưa đầu đạn hạt nhân tới Hoa Kỳ thay vì máy bay ném bom, và ra lệnh cho Sergey Korolyov phát triển ICBM R-7 khổng lồ. có khả năng mang đầu đạn lớn tới Hoa Kỳ. Tên lửa này và các biến thể của nó, mặc dù chưa bao giờ là ICBM hiệu quả, nhưng đủ mạnh để phóng Sputnik, vệ tinh Trái Đất nhân tạo đầu tiên trên thế giới và sau đó là phương tiện vũ trụ có người lái Vostok lên quỹ đạo. Thành tích này cho phép Liên Xô đánh bại Hoa Kỳ khi trở thành quốc gia đầu tiên vào vũ trụ, và chiếm vị trí dẫn đầu trong Chạy đua vào không gian ban đầu.

## Tử vong
Ngày 24 tháng 10 năm 1960, Nedelin cùng với khoảng 120 người khác đã thiệt mạng trong một vụ nổ tên lửa thử nghiệm tại Sân bay vũ trụ Baykonur. Vụ việc được gọi là thảm họa Nedelin, được đặt theo tên của Nedelin do là nạn nhân đáng chú ý nhất của nó, và bị chính quyền che đậy. Nedelin đã đảm bảo với nhóm của mình rằng tất cả đều an toàn, và để chứng minh rằng ông cố ý ngồi gần bãi phóng; quyết định này đã khiến ông phải trả giá bằng mạng sống của mình. Cái chết của Nedelin được chính thức liệt kê là xảy ra trong một vụ tai nạn máy bay cho đến khi Liên Xô tan rã vào những năm 1990 đã phanh phui vụ việc.
Nedelin được chôn cất trong Nghĩa trang tường Điện Kremli tại Quảng trường Đỏ ở Moskva.

## Danh hiệu và giải thưởng
|  | Anh hùng Liên Xô                       |
|  | 5 Huân chương Lenin                    |
|  | 4 Huân chương Cờ đỏ                    |
|  | Huân chương Suvorov hạng Nhất          |
|  | Huân chương Kutuzov hạng Nhất          |
|  | Huân chương Bogdan Khmelnitsky hạng 1  |
|  | Huân chương Chiến tranh Vệ quốc hạng 1 |

## Lược sử quân hàm
- Thiếu tướng pháo binh (13/05/1942);
- Trung tướng pháo binh (25/09/1943);
- Thượng tướng pháo binh (03/04/1944);
- Nguyên soái Pháo binh (04/08/1953);
- Chánh nguyên soái Pháo binh (1959).